# 方廷法姆 (密蘇里州)
方廷法姆（英語：Fountain Farm）是位於美國密蘇里州華盛頓縣的鬼鎮。

## 地理
方廷法姆所處的海拔為高於海平面257米（即843英呎），而該地所採用的時區為UTC-6，即北美中部時區（CST）。同時該地設有夏令時間，為UTC-6調快一小時，即UTC-5（CDT）。